# وزارة الصناعة والثروة المعدنية (السعودية)
وزارة الصناعة والثروة المعدنية هي وزارة سعودية أنشئت بأمر ملكي في 30 أغسطس 2019م، وكانت مرتبطة سابقًا مع وزارة الطاقة والصناعة والثروة المعدنية، وعُيّن بندر الخريف وزيرًا لها.
وتهدف وزارة الصناعة والثروة المعدنية إلى النهوض بقطاعي الصناعة والتعدين، والمساهمة في تحقيق التنمية المستدامة، تماشياً مع رؤية السعودية 2030، التي اعتمدت هذين القطاعين كخيارين استراتيجيين لتنويع الاقتصاد الوطني السعودي ، ورفع مساهمتهما في الناتج المحلي الإجمالي، وذلك عبر تنفيذ مبادرات برنامج تطوير الصناعة الوطنية والخدمات اللوجستية (أحد برامج تحقيق رؤية السعودية 2030) وتختص الوزارة بالترخيص لمهنتي الاستشارات الصناعية والاستشارات التعدينية والاختصاصات المتعلقة بهما.

## الصناعة في السعودية
في عام 1975م تم تحويل المشاريع الصناعية والبتروكيماوية إلى وزارة الصناعة والكهرباء حينها، وفي العام نفسه تم إنشاء الهيئة الملكية للجبيل وينبع والتي تُعنى بتطوير مدينتي الجبيل وينبع الصناعيتين لتكونا شاهدتين على نهضة صناعية وتحول كبير في القطاع، تلاها إنشاء شركة سابك في عام 1976م، وكان من أهدافها تبنّي المشروعات الصناعية الضخمة، والعمل على دعم وتنمية الصناعات السعودية، وأصبحت الشركة حالياً شركة رائدة عالميّاً في مجال صناعة البتروكيماويات.
وقد عهد الملك سلمان بن عبد العزيز آل سعود تم ضمّ قطاع الصناعة إلى الطاقة والثروة المعدنية، حيث صدر أمر ملكي بتعديل اسم وزارة البترول والثروة المعدنية لتصبح (وزارة الطاقة والصناعة والثروة المعدنية)، وكان عدد المصانع السعودية يصل إلى 7741 مصنع، فيما يقارب عدد العاملين في المصانع إلى أكثر من مليون عامل، وفي خطوة تؤكد الاعتماد على قطاعي الصناعة والتعدين كرافدين اقتصاديين مهمين صدر أمر ملكي بإنشاء وزارة مستقلة باسم (وزارة الصناعة والثروة المعدنية)،وعليه فقد تجاوز عدد المصانع في المملكة إلى 10 آلاف مصنع هذا العام 2021.

## التعدين
أنشأت السعودية شركة للتعدين (معادن) في عام 1417هـ الموافق 1997م، كشركة مساهمة سعودية لها شخصية معنوية وذمة مالية مستقلة، حيث كانت الشركة مملوكة بالكامل للدولة قبل طرح 50% من أسهمها في عام 2008م للاكتتاب العام في سوق الأسهم السعودية (تداول). وتعد (معادن) إحدى الشركات السعودية الرئيسة لتنمية قطاع التعدين في المملكة، حيث تملك منجم مهد الذهب ومنجم الصخيبرات، ورخص تعدين الفوسفات وغيره، ورخص كشف عن كثير من المعادن النفيسة والمعادن الأساسية.

### تاريخ التعدين
في عام 1933م، أُنشئ مكتب اتصال لقطاع الزيت والمعادن، تحت مظلة وزارة المالية السعودية ، للإشراف على أعمال البحث عن المعادن في المملكة.
وفي عام 1934م، وقّعت الحكومة السعودية اتفاقية للتعدين، مع «نقابة التعدين العربية السعودية» (سامس)، وهي شركة سعودية بريطانية أمريكية، وذلك للبحث عن المعادن، وتشغيل بعض المناجم القديمة، مثل مهد الذهب وظَلم والسُّوق. وفي فبراير من عام 1935م، صادق الأمير فيصل بن عبدالعزيز آل سعود، الذي كان آنذاك، نائب الملك في الحجاز، على الاتفاقية مع «نقابة التعدين العربية السعودية»، وباشرت النقابة عملها في تشغيل المنجم القديم في مهد الذهب، في الأول من مارس عام 1935م.
وفي عام 1939م، قامت «نقابة التعدين العربية السعودية» باستخراج وتركيز معدني الذهب والفضة من منجم مهد الذهب، حيث استمر العمل هناك لمدة 15 عاماً، أُنتج خلالها ما يزيد على 900 ألف أوقيةٍ من الذهب، وأكثر من مليون أوقيةٍ من الفضة، أسهمت في دعم الاقتصاد الوطني وتوطين وتشغيل أبناء البادية في تلك المنطقة.

## الاستراتيجية الوطنية للصناعة
في 18 أكتوبر 2022، أطلق الأمير محمد بن سلمان بن عبدالعزيز آل سعود، ولي العهد رئيس مجلس الوزراء رئيس مجلس الشؤون الاقتصادية والتنمية الإستراتيجية الوطنية للصناعة، الهادفة للوصول إلى اقتصاد صناعي جاذب للاستثمار يسهم في تحقيق التنوع الاقتصادي للمملكة العربية السعودية، وتنمية الناتج المحلي والصادرات غير النفطية، بما يتماشى مع مستهدفات رؤية السعودية 2030.

### مرتكزات الاستراتيجية
تركز الإستراتيجية الوطنية للصناعة على 12 قطاعًا فرعيًا لتنويع الاقتصاد الصناعي في المملكة، فيما حددت أكثر من 800 فرصة استثمارية بقيمة تريليون ريال سعودي، لتشكل فصلًا جديدًا من النمو المستدام للقطاع، بما يحقق عوائد اقتصادية للمملكة بحلول عام 2030، تشمل: مضاعفة الناتج المحلي الصناعي بنحو 3 مرات، ومضاعفة قيمة الصادرات الصناعية لتصل إلى 557 مليار ريال سعودي. كما تعمل الإستراتيجية الوطنية للصناعة على وصول مجموع قيمة الاستثمارات الإضافية في القطاع إلى 1.3 تريليون ريال، وزيادة صادرات المنتجات التقنية المتقدمة بنحو 6 أضعاف، إضافة إلى استحداث عشرات الآلاف من الوظائف النوعية عالية القيمة.

### مذكرات تفاهم
هيونداي موتور: في يناير 2023 وقَّعت وزارة الصناعة والثروة المعدنية مذكرة تفاهم مع هيونداي موتور، المزود العالمي لحلول التنقل الذكي؛ وتهدف مذكرة التفاهم إلى تعزيز التعاون المشترك لصناعة السيارات في المنطقة بما يحقق أهداف الاستراتيجية الوطنية للصناعة في تطوير قدرات التصنيع المحلية، ويتماشى مع مستهدفات رؤية السعودية 2030 التي تسعى إلى تنويع القاعدة الاقتصادية. وتنص مذكرة التفاهم على التخطيط لبناء مصنع للتجميع الكامل (بنظام CKD) للسيارات الكهربائية وسيارات محركات الاحتراق الداخلي يكون مقره في السعودية.

## تطوير

### منصة ابتداء
تهدف المنصة إلى تسهيل رحلة المستثمر الصناعي والتعديني لتقديم تجربة أكثر سهولة ومرونة، من خلال منصة رقمية موحدة تخدم المستثمرين وقطاع الأعمال.
مع التطور السريع في عالم التقنية واتجاه الحكومات والمؤسسات نحو الرقمنة في كافّة خدماتها؛ حرصت المملكة العربية السعودية على تبني مفهوم التحول الرقمي الحكومي باستبدال العمليات التقليدية إلى رقمية، ووضع خطط واستراتيجيات لضمان تحقيق أهدافها بجودة وكفاءة، حيث تهدف للوصول إلى حكومة رقمية متكاملة تيسّر كافة الخدمات للمستفيدين وعليه عملت الوزارة بالتكامل مع جهات منظومة الصناعة والثروة المعدنية لتطوير خدمات موحدة تسهل رحلة المستثمر الصناعي والتعديني الرقمية لتصبح تجربة أكثر سهولة و مرونة.
- ابتداء، الدخول للخدمات والمنصات الرقمية في منظومة الصناعة والثروة والمعدنية
- ابتداء، الهوية والمحفظة الرقمية.
- ابتداء، الرحلة الاستثمارية لقطاعي الصناعة والتعدين.[10]